# Octave Pavy
Pour les articles homonymes, voir Pavy.
Octave Pavy est un médecin et explorateur arctique français. Né le 26 juin 1844 à La Nouvelle-Orléans, il est décédé le 6 juin 1884 près du cap Sabine (île d'Ellesmere).

## Biographie

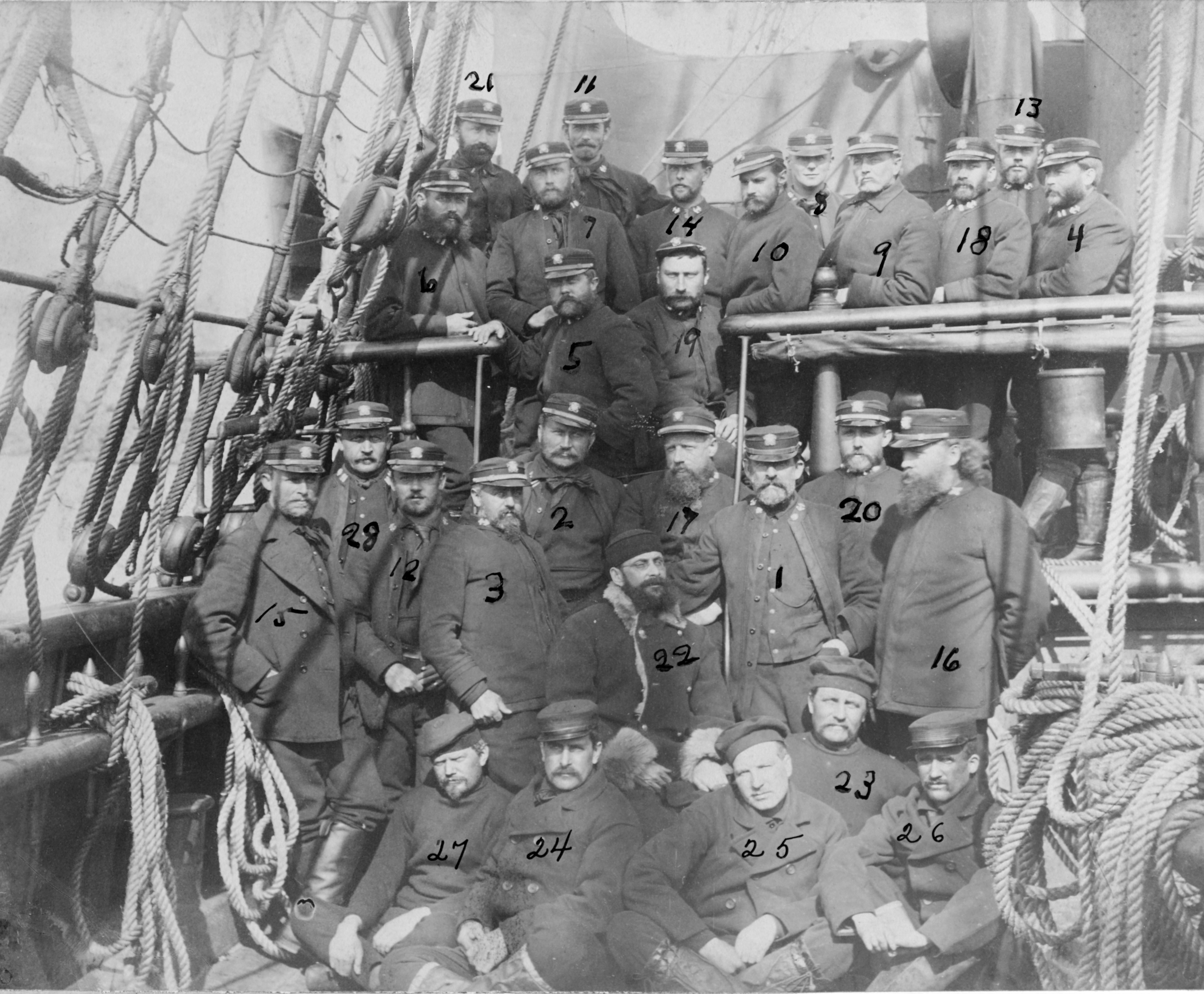
Les six survivants (22 : Adolphus Greely, 23 : Julius Frederick, 24 : David L. Brainard, 25 : Henry Bierderbick, 26 : Maurice Connell, 27 : Francis Long et leurs sauveteurs à bord du Thetis

Né aux États-Unis, il rejoint la France avec sa famille en 1861 où il intègre le lycée Henri IV à Paris puis la faculté de médecine, où il est l'élève du docteur Alfred Velpeau.
Passionné par la conquête des pôles, il présente, dès 1868, les données du problème aux lecteurs de la Revue des Deux Mondes et dresse le bilan des diverses tentatives.
Il participe à la guerre de 1870 en organisant un corps franc depuis la ville de Quimper.
Ami de Gustave Lambert, il décide après sa mort et en son hommage, de se lancer dans les expéditions polaires. Il organise ainsi en 1872, depuis San Francisco, une expédition polaire qu'il finance lui-même mais qui finalement ne partira jamais. Ses plans seront repris par Gordon Benett en 1878. Ce sera l'expédition Jeannette.
En 1880, Pavy s'engage dans une expédition militaire américaine commandée par Henry W. Howgate sur le Gulnare, qui, mal adapté aux conditions polaires, ne parvient pas à dépasser la baie de Disko. Débarqué sur sa demande, il étudie le pays et ses habitants et, en juillet 1881, à Godhavn, embarque sur le Proteus du capitaine Greely qui a pour mission d'établir une station météorologique dans le cadre de l'Année polaire internationale.
Chirurgien et naturaliste de l'expédition Greely, il est très vite en désaccord avec le chef de l'expédition, critiquant sa discipline trop stricte et inhumaine. En mars 1882, il voyage au nord de la Terre de Grant avec deux compagnons et atteint le cap Joseph-Henry. Il tente alors de rejoindre le pôle Nord mais doit renoncer, comme précédemment Clements Markham, devant les obstacles et revient le 1er mai à la base nommée fort Conger. Cette aventure fera de lui le français le plus septentrional du monde pendant de nombreuses années. L'été venu, le bateau qui devait relever l'expédition n'arrivant pas en raison de banquises trop abondantes, les hommes doivent passer un second hiver sur place. Au printemps suivant, Octave Pavy se propose pour mener un raid vers le sud afin de préparer l'évacuation de la base, mais le commandant Greely y fait obstacle. Les tensions entre les deux hommes sont à leur comble et Octave Pavy donne sa démission de l'armée, tout en assurant sa fonction de médecin à titre gracieux.
En juillet 1883, le Proteus fait définitivement naufrage dans le détroit de Smith. L'équipage est recueilli par un baleinier mais les vingt-six hommes de Fort Conger sont abandonnés à leur sort. En octobre 1883 la mission est évacuée sur ordre de Greely, malgré les mises en garde du docteur Pavy qui pense plus prudent de rester à l'abri sur la base de Fort Conger un troisième hiver. À la suite d'une dérive périlleuse sur les plaques de banquise, les 25 hommes de l'expédition atteignent l'île Pim (cap Sabine) où, sans vivres, ils installent un camp de fortune. La faim torture les hommes et, à partir de février 1884, les décès se succèdent. Devant ce désastre, Octave Pavy prend les devants pour sauver les hommes. Il va alors dépecer avec son scalpel les cadavres pour nourrir les survivants, n'épargnant que la face, les mains et les pieds. C'est ainsi grâce à lui que six hommes seront recueillis et sauvés par le Thetis.
Les raisons du décès du docteur Pavy, le 6 juin 1884, quelques jours avant le sauvetage (22 juin) de l'expédition, restent obscures. La thèse la plus plausible est celle de l'empoisonnement. Le commandant Greely, en partie responsable du désastre et sur lequel pèsent de graves soupçons, sera accueilli à son retour aux États-Unis en héros. Aucune enquête ne sera menée sur les circonstances de la mort du docteur Pavy, ni sur la disparition des quatre volumes de son journal de bord.

## Œuvres
- Les Nouvelles Expéditions au Pôle Nord (1868)

## Hommages
- Jules Verne le cite dans le chapitre I de Sans dessus dessous.
- En 1999, une plaque a été apposée en son honneur sur l'île d'Ellesmere par l'explorateur Emmanuel Hussenet[9].
- Reportage télévisuel : Octave Pavy : un destin polaire :